# 孝和睿皇后
孝和睿皇后（穆麟德轉寫：hiyoošungga hūwaliyasun sunggiyen hūwangheo；1776年11月20日—1850年1月23日，鈕祜祿氏，满洲镶黄旗人。承恩公、禮部尚書恭阿拉的女兒。嘉庆帝第二任皇后，道光帝、莊靜固倫公主的繼母。清朝历史上在位时间最长的中宮皇后。

## 生平
乾隆四十一年十月初十日（1776年11月20日）出生，父亲恭阿拉。生母葉赫那拉氏為一等男爵白明之女。
乾隆四十七年的秋季档内有一则记录：「十公主侍读钮祜禄氏，佐领恭阿拉之女。」由于恭阿拉之次女在乾隆四十九年才出生，十公主身邊的侍讀只能是身為長女的孝和睿皇后，或能反映出她有一定的文化水平。
最早在乾隆五十四年，最晚在乾隆五十七年的外八旗选秀中，被指婚给嘉亲王为侧福晋，以补上剛薨逝的侧福晋完颜氏的位置。
乾隆五十八年六月二十六日（1793年8月2日）午时，生下嘉慶帝第七女。乾隆六十年六月二十二日（1795年8月6日）寅时，生嘉慶帝第三子绵恺。绵恺有好几位谙达，其中一位是孝淑睿皇后的三哥孟住，另外一位是孝和睿皇后的弟弟和世泰。
嘉慶元年正月初四日，冊封為貴妃，居承乾宮。嘉慶二年二月初七日，孝淑睿皇后喜塔臘氏病逝後，綿寧（即道光帝）交由貴妃紐祜祿氏照顧。貴妃紐祜祿氏有兩子，即皇三子綿愷與皇四子綿忻。孝和睿皇后對綿寧視如己出，對他倍加愛護和關照。綿寧做皇子時與這兩個同父異母弟弟關係很好，與孝和睿皇后的感情也十分親近。
嘉慶二年五月二十日（1797年6月14日），奉太上皇帝敕諭，命贵妃钮祜禄氏继位中宫，先册封为皇贵妃，代掌後宮事務。同年十月十七日，正式行皇贵妃册封礼，在景仁宫进册宝。由此可見，她已移居到孝淑睿皇后生前所居的宮殿居住。
嘉庆四年四月十八日，嘉庆帝谕内阁，命于嘉庆六年释服后，择吉举行皇贵妃册立皇后典礼。之後，一直到嘉慶六年舉行冊封典禮前，在官方紀錄中已稱鈕祜祿氏為皇后了。
嘉慶六年四月十五日，行冊立皇后典禮正位中宮。清宫档案记载，皇贵妃钮祜禄氏册立皇后、接册宝時，居景仁宫。后来到了嘉庆十年的时候移居储秀宫。
嘉慶七年九月，帝后即將由熱河返京時，皇后突然生病，嘉慶帝特令皇后之父恭阿拉留在熱河照看，待皇后病癒後才回京。因萬壽節臨近，嘉慶帝命令總管太監金成，帶領恭阿拉進內面見皇后，告知切不可因萬壽期近，急欲回園叩祝。恭阿拉奉旨入見皇后，傳達皇帝諭旨，並上折叩謝皇恩。不久之後，皇后身體甚好，於是嘉慶帝命令恭阿拉扈從皇后，於九月二十八日自熱河啓程，返回圓明園。
嘉慶十年二月初九日子時，生皇四子綿忻 （綿忻居景仁宮），嘉慶帝歡喜不已，還打破了不收大臣敬獻如意的慣例。
嘉慶十六年，內務府將恭從皇后採桑的九位命婦名單進呈時，嘉慶帝發現名單所列「大臣命婦則止有二人」，其他「除近支福晉外，大率系皇后姻親」，嘉慶帝認為其中一個原因是由於皇后親屬欲借此機會請安，下令今後「查明無故不到者，將該命婦之夫參處」。
嘉庆十七年六月，皇后生父恭阿拉六十寿辰，蒙恩颁赐御书“养福承恩”匾额，并无量寿佛朝珠、如意玉器绸缎等物。 皇后派遣总管太监赐冠带、朝珠、玉玩、绸缎等物。 妃嫔及内廷阿哥均派遣首领赐以如意、绸缎、荷包等物
嘉慶二十五年七月，嘉慶帝在熱河巡行時駕崩。起初未尋獲遺詔。噩耗传到北京时，皇后在宫中立即派人五百里加急把懿旨送到承德，大意是说皇次子綿寧在嘉庆十八年的重大事件中立有功劳，懿旨中令皇次子綿寧立即登基。九月中旬到十一月中旬，在《清实录》中可多次见绵宁到景仁宫给恭慈皇太后请安的记载。及後，她才移居壽康宮。該年十二月初二日，宫中行尊封典礼，正式尊封皇太后钮祜禄氏为恭慈皇太后。恭慈皇太后是有清一代繼孝端文皇后、孝惠章皇后之後，第三位由先帝皇后晉升的母后皇太后，也是清朝唯一一位在生前尊享貴妃、皇貴妃、皇后、皇太后的人，但道光帝為了顯示母子情深，仍稱其為聖母皇太后
道光二十九年十二月初八日，从绮春园回宫的恭慈皇太后身体不适，道光帝闻讯，赶忙前往问安。初九日、初十日，道光帝也都前往问安。
道光二十九年十二月十一日（1850年1月23日），恭慈皇太后於壽康宮去世，享壽七十四歲。此時昌西陵才剛開始动工营建，因此尚無法安葬太后，而太后梓宫既不停灵在京城的殡宫，也不停灵在梁格庄行宫，反而破例於昌陵隆恩殿停靈。道光帝不顧年迈体衰，坚持为太后守灵，卻因哀毀過度，于道光三十年正月十四驾崩，与太后忌日仅隔一個月。
道光三十年三月初一日，恭上大行皇太后尊谥曰“孝和恭慈康豫安成应天熙圣睿皇后”。九月二十二日，加上孝和睿皇后谥号“钦顺”二字。當年十二月除夕辰初三刻，咸豐帝到毓庆宫的惇本殿孝和睿皇后圣容前拈香。咸豐三年二月二十六日，孝和睿皇后正式入葬位於清昌陵西面三華里處的昌西陵。
同治四年十月，加上孝和睿皇后尊谥“仁正”二字。其最终谥号为“孝和恭慈康豫安成钦顺仁正应天熙圣睿皇后”。

## 遺詔事件
嘉慶二十五年七月二十五日，嘉慶帝駕崩事出突然，繼承人選未及明示。據御製《古今儲貳金鑑》序，清世宗以後的清代歷朝皇帝，在選定繼承人之後並不宣布，只預立密詔二道放好即可，一藏於乾清宫正大光明匾額的後面，一藏於皇帝隨身所帶的金盒中，鈕祜祿氏身為嘉慶皇后，當然不會不知道“立儲家法”。然則她之所以在嘉慶帝崩駕後傳懿旨令綿寧繼位，是因為她清楚知道綿寧為乾隆帝指示，嘉慶帝屬意的繼承人，乾隆帝曾於晚年親自於宮內操辦綿寧與原配孝穆成皇后的婚禮，並賜皇孫夫婦婚後仍居宮內，此乃清朝皇帝對皇孫特例之舉，為清朝最隆重的由太上皇、皇帝全部參與的皇孫婚禮，也是乾隆帝暗示宣宗為皇太孫之舉，嘉慶帝生前也為道光帝培植勢力，大力封賞。
孝和睿皇后鈕祜祿氏此無私之舉為宣宗所衷誠敬服，母子關係融洽。因此，她在道光一朝對內外有著相當的影響，《翁同龢日記》同治五年四月十六日記載：醇邸言，宣宗晚年，每披軍報，必不怡良久。一日問孝和睿皇后安，適英夷佔定海，上強為慰藉。太后厲聲曰：“祖宗創業，尺土一民皆艱難締造，何今輕棄之耶？”上長跪引咎。

## 軼事
嘉庆二十五年九月底，有一位谭姓御史缮折上奏，称皇太后父亲的名字“恭阿拉”的“恭”字与皇太后徽号“恭慈”重复。而且，恭阿拉已经过世，皇太后每每闻听“恭慈”这个徽号，“心瞿岂能忘所自生”，建议更改皇太后的徽号，惟这位御史的谏言并没有被采纳。

## 先世
- 德魯拉哈
  - 薩爾都巴圖魯
    - 阿靈阿巴顏
      - 都靈額
        - 額亦都，娶愛新覺羅氏，努爾哈赤伯父禮敦巴圖魯之女
          - 達隆蔼，娶瓜爾佳氏烏爾漢墨爾根之女
            - 約拜，娶同旗滿洲那拉氏布政使朝奇之祖姑
              - 錫特木布，娶鑲白旗滿洲那拉氏都統馬齊之侄女，繼娶同旗滿洲薩克達氏刑部郎中希佛之女
                - 西元，娶同旗滿洲瓜爾佳氏鑾儀衛雲麾使傅實之女；繼娶同旗滿洲薩克達氏二等侍衛和碩之女；再繼娶鑲白旗滿洲富察氏騎都尉伊林之女
                  - 公寶，娶正藍旗宗室奉恩將軍增誠之女；繼娶鑲白旗滿洲那喇氏護軍參領珠隆阿之女
                    - 恭阿拉，娶正白旗滿洲葉赫那拉氏一等男爵白明之女
                      - 恭阿拉長女孝和睿皇后

## 影视作品
- 電視劇

| 年份 | 劇名         | 演員   | 剧中姓名      | 劇中稱謂   |
| 1998 | 滿清十三皇朝 | 潘銑怡 | 鈕祜祿氏      |            |
| 2004 | 金枝慾孽     | 陳秀珠 | 鈕祜祿氏      | 皇后       |
| 2005 | 嘉慶傳奇     | 孫逸飛 | 鈕祜祿氏      |            |
| 2006 | 大清後宮     | 潘虹   | 鈕祜祿氏      | 太后老佛爺 |
| 2011 | 萬凰之王     | 黃淑儀 | 鈕祜祿·扎拉芬 | 皇太后     |
| 2018 | 天命         | 李施嬅 | 鈕祜祿·鈴兒   | 皇貴妃     |